# Polenweg

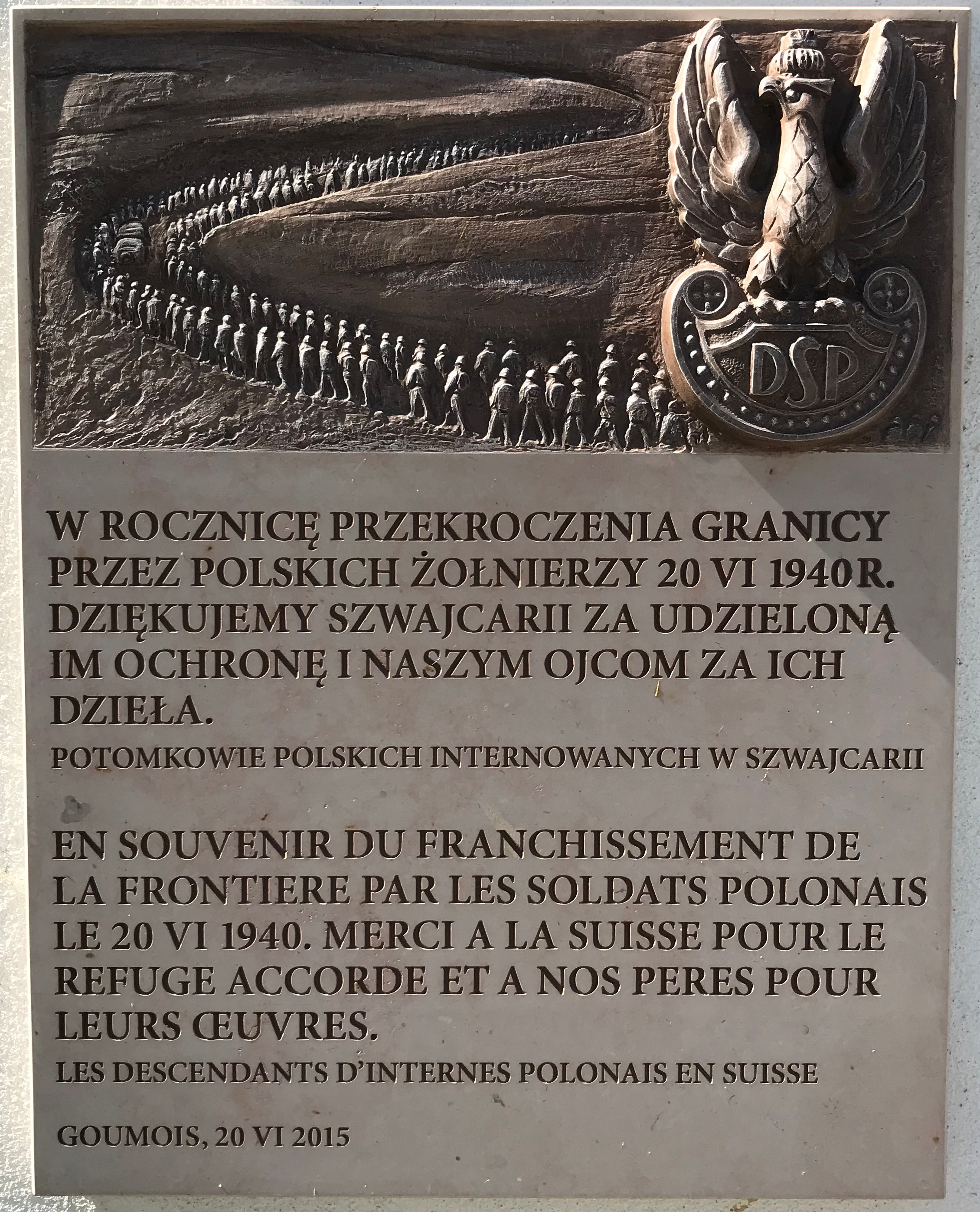
Gedenktafel am Grenzübergang Goumois auf Schweizer Seite

Als Polenweg oder Polenstrasse werden in der Schweiz Waldwege, Feldwege und Strassen bezeichnet, die während des Zweiten Weltkrieges von internierten Soldaten der polnischen 2. Schützendivision angelegt oder ausgebaut wurden.

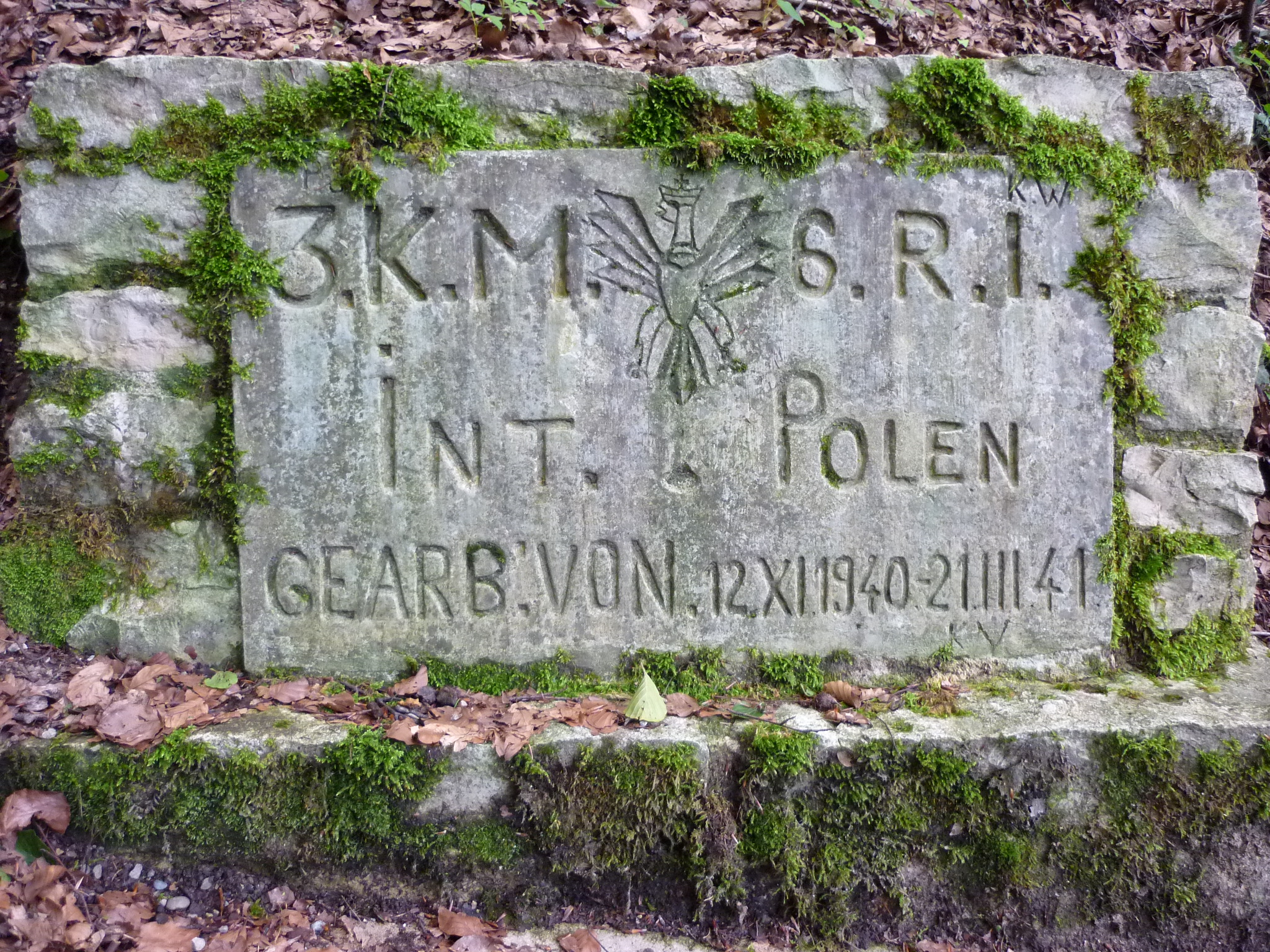
Tafel der 3. Maschinengewehr-Kompanie des 6. Infanterieregiments der 2. Polnischen Division, Polenweg beim Egelsee als Teil der Limmatstellung

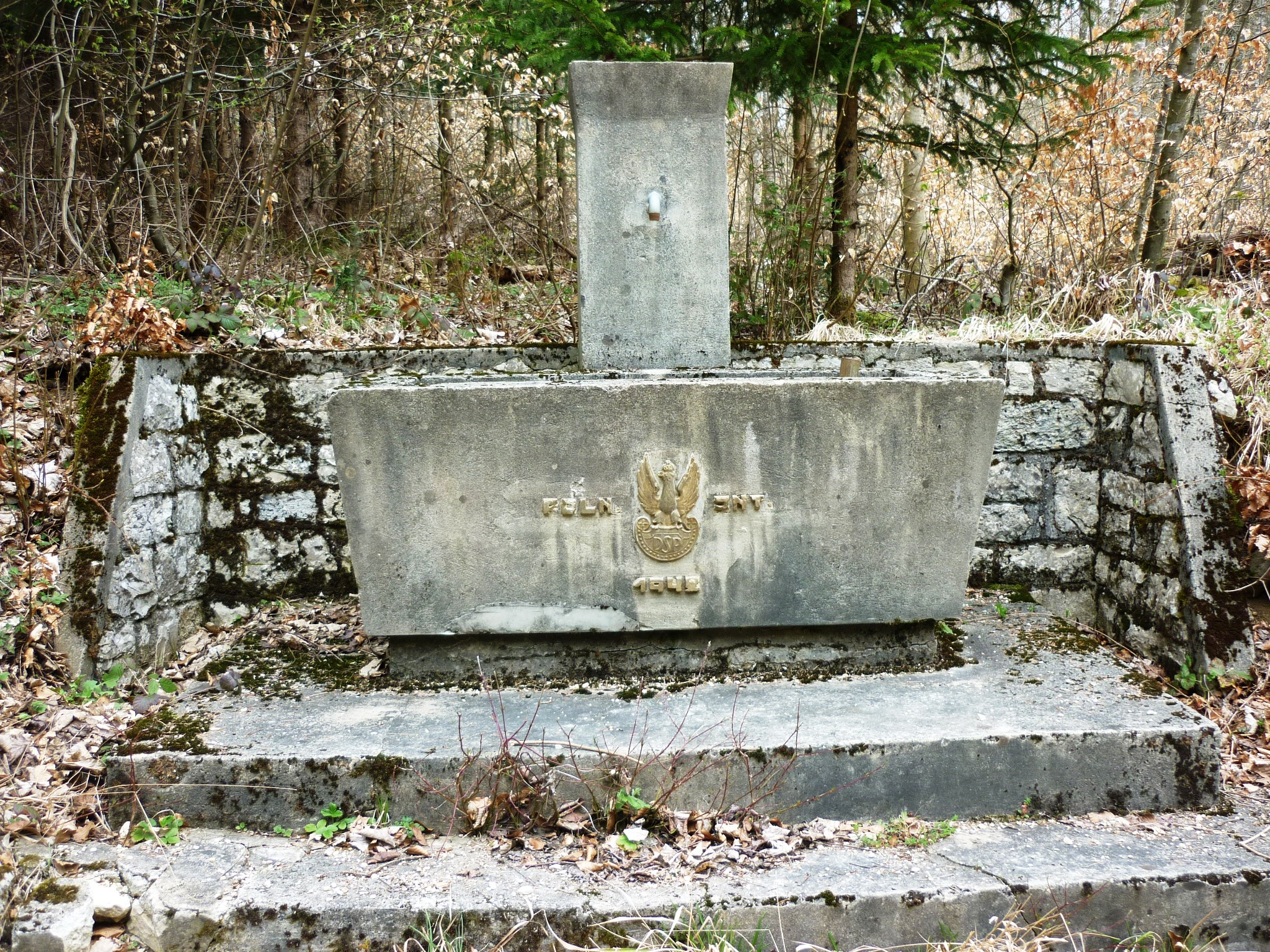
Polenbrunnen auf dem Geissberg (Aargau) bei Villigen

## Geschichte
Während des deutschen Westfeldzugs wurde Anfang Juni 1940 die 2. polnische Infanterieschützen-Division unter dem Kommando von Bronisław Prugar-Ketling zur Unterstützung der französischen 8. Armee in die Region Belfort geschickt. Nachdem sie vom Nachschub abgeschnitten waren, überschritten am 19. und 20. Juni 1940 12'000 bis 13'000 polnische Soldaten der 2. Schützendivision südlich der Ajoie die Schweizer Grenze, um der Gefangennahme zu entgehen. Die Soldaten wurden in der Schweiz gemäss der Haager Konvention interniert. Nach einem missglückten Versuch, die Polen hauptsächlich in einem Concentrationslager in Büren an der Aare mit 117 Baracken zu konzentrieren, wurden diese im ganzen Land verteilt. Ab 1941 entstanden in der ganzen Schweiz Barackenlager, in denen die Polen bis Dezember 1945 interniert wurden.

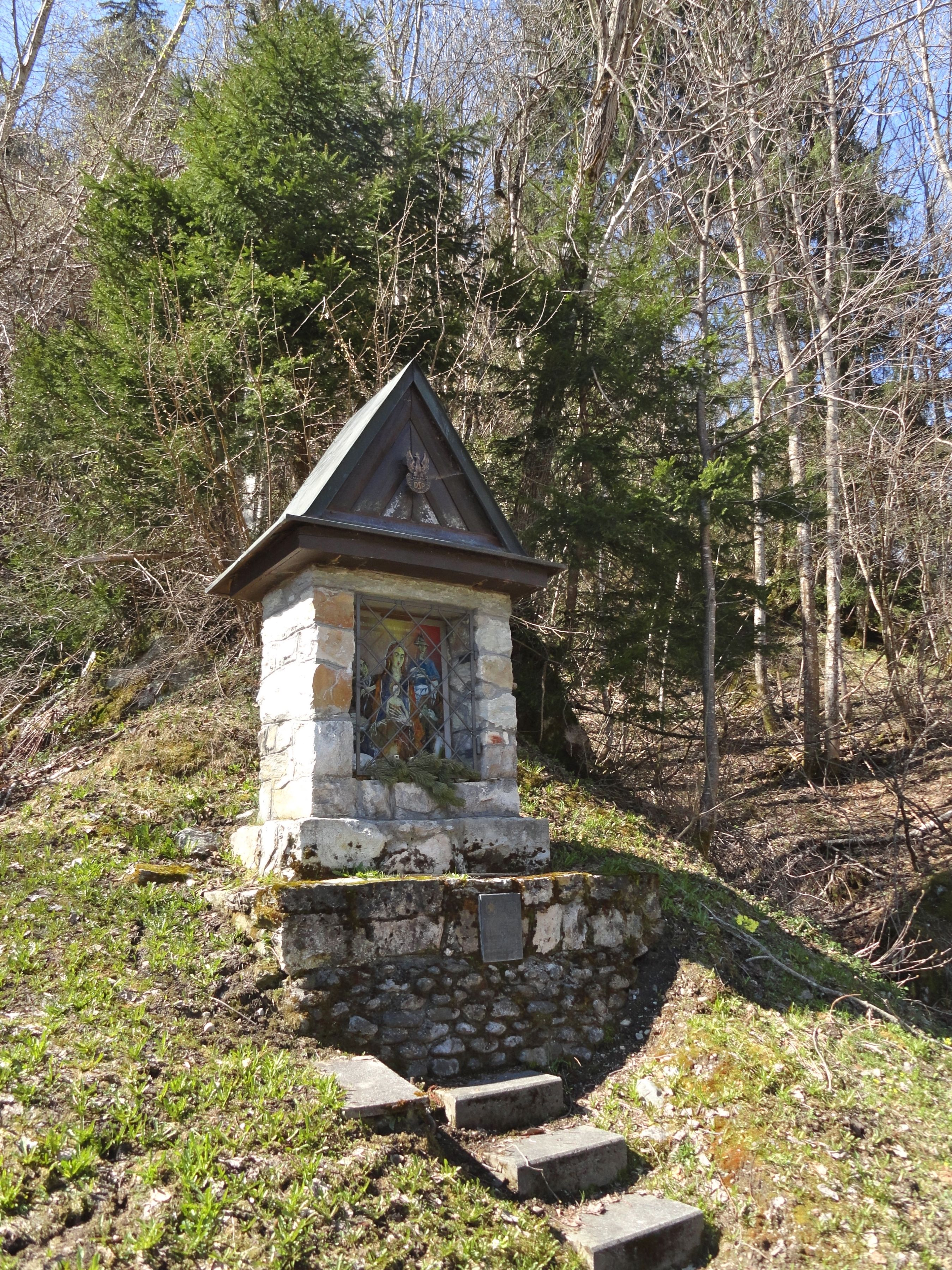
Bildstock bei Rueun

Die internierten Polen leisteten vorwiegend gruppenweise Arbeitseinsätze für die Landesverteidigung, die Infrastruktur (Strassen- und Brückenbau, Trockenlegung von Sümpfen und Riedland) sowie in der Landwirtschaft. Insgesamt wurden 450 Kilometer Wege, Brücken und Kanäle gebaut. Ein Bildstock in der Nähe von Rueun in der bündnerischen Surselva erinnert an die polnischen Soldaten.
Im ganzen Land erinnern Denkmäler und Gedenktafeln an den unfreiwilligen Aufenthalt der Internierten. Nach Kriegsende gelang es rund 500 Polen, sich in der Schweiz niederzulassen und später das Bürgerrecht zu erhalten, wie beispielsweise Jerzy Rucki, der ein Buch über die Internierungszeit schrieb.
Das Polenmuseum Rapperswil mit seiner Bibliothek übernahm die kulturelle und bildende Betreuung der Internierten.

## Polenstrassen, Polenwege und übrige Infrastrukturarbeiten in der Schweiz

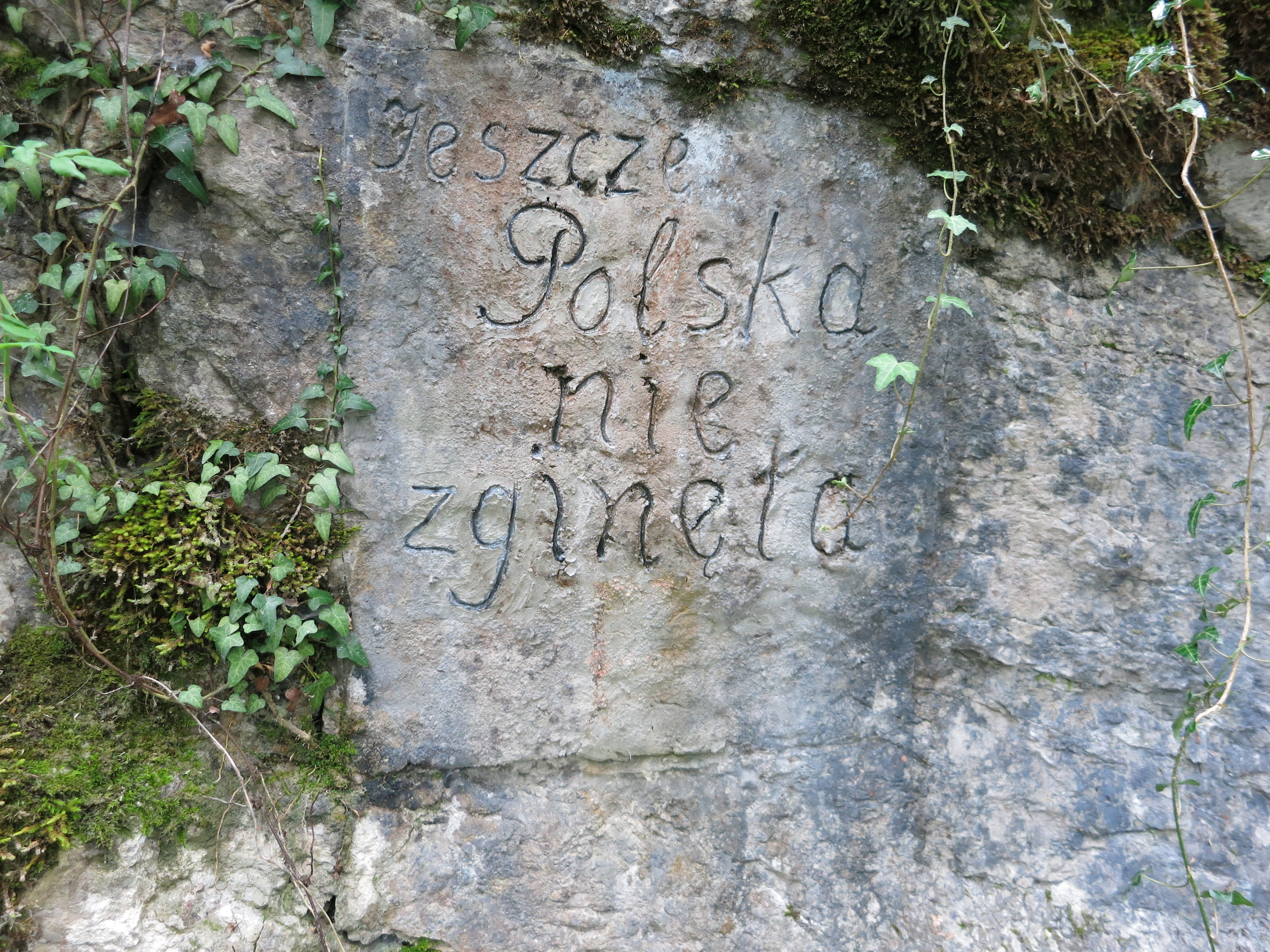
Inschrift an der Polenstrasse Alpnach–Mueterschwanderberg (deutsch: Noch ist Polen nicht verloren)

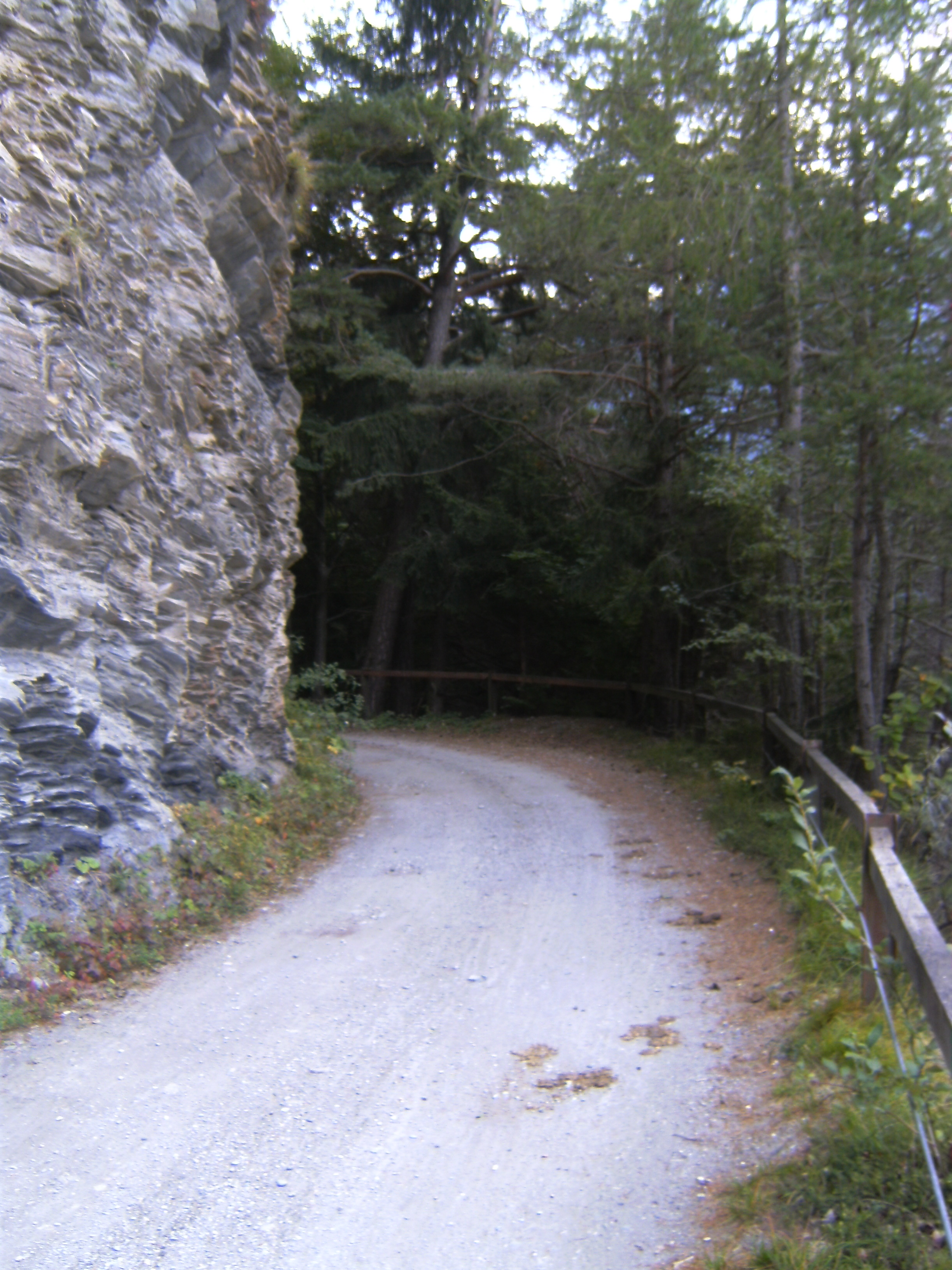
Polenweg am Hinterrhein

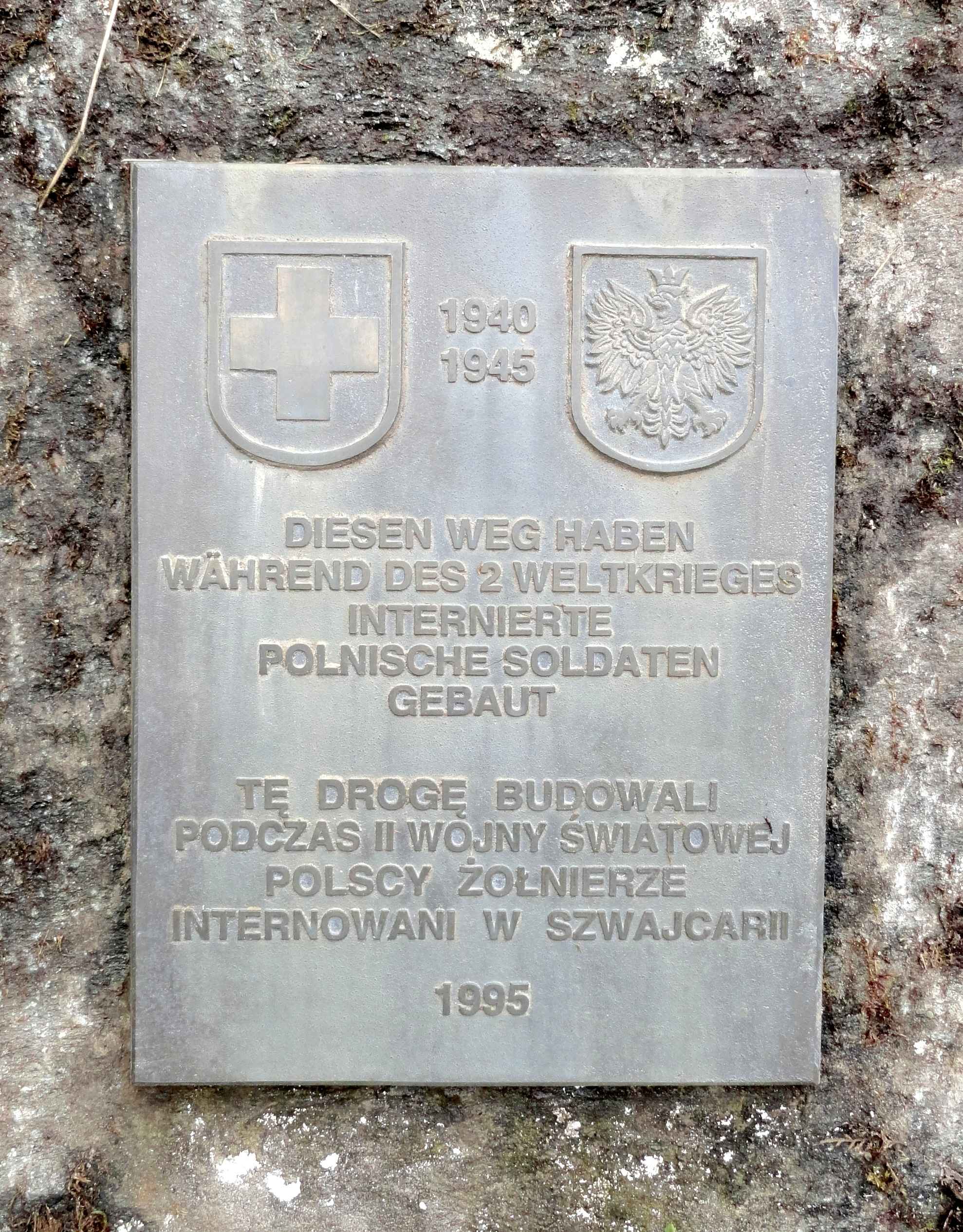
Erinnerungstafel bei Rueun

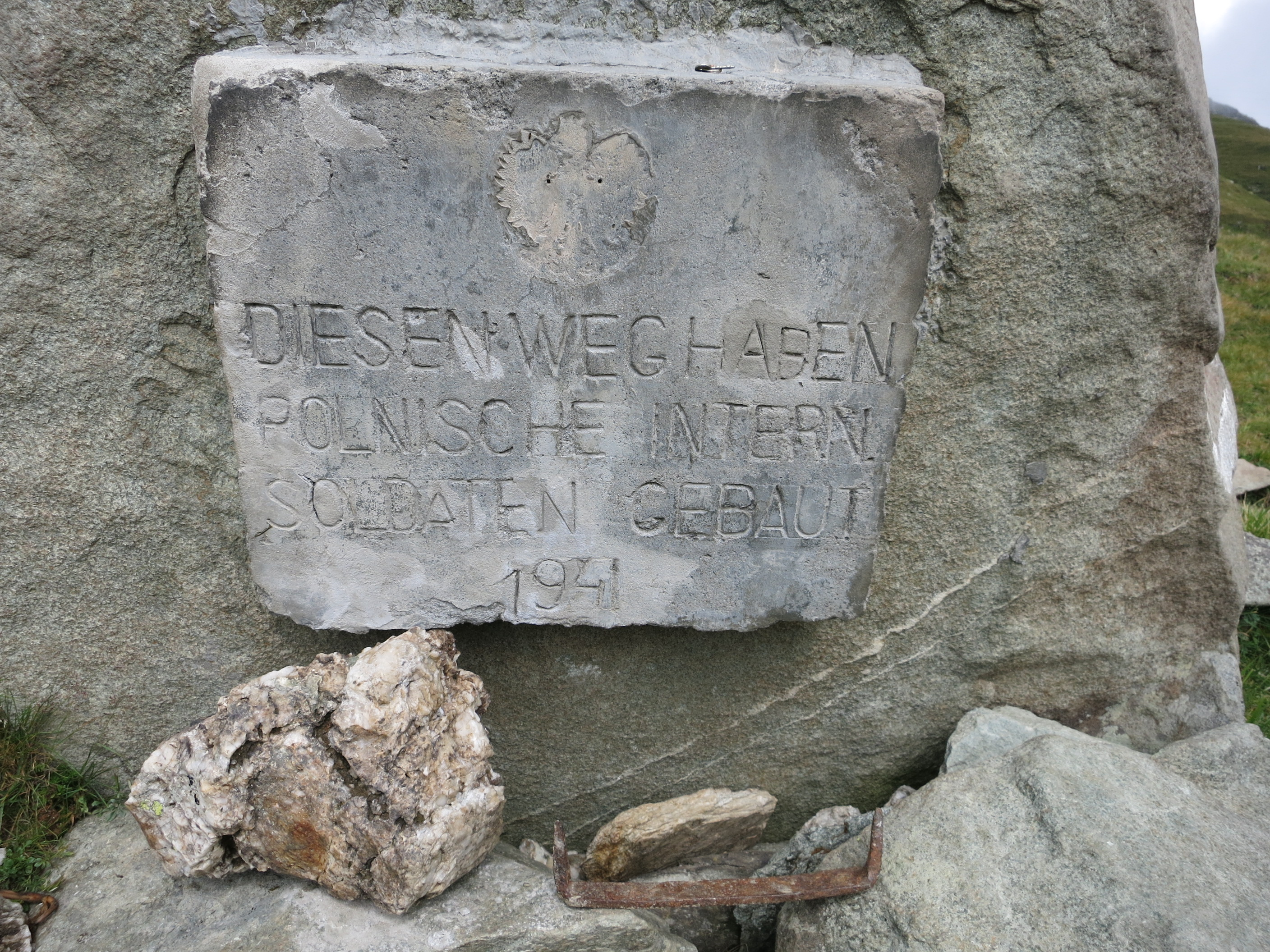
Gedenktafel auf dem Tomülpass

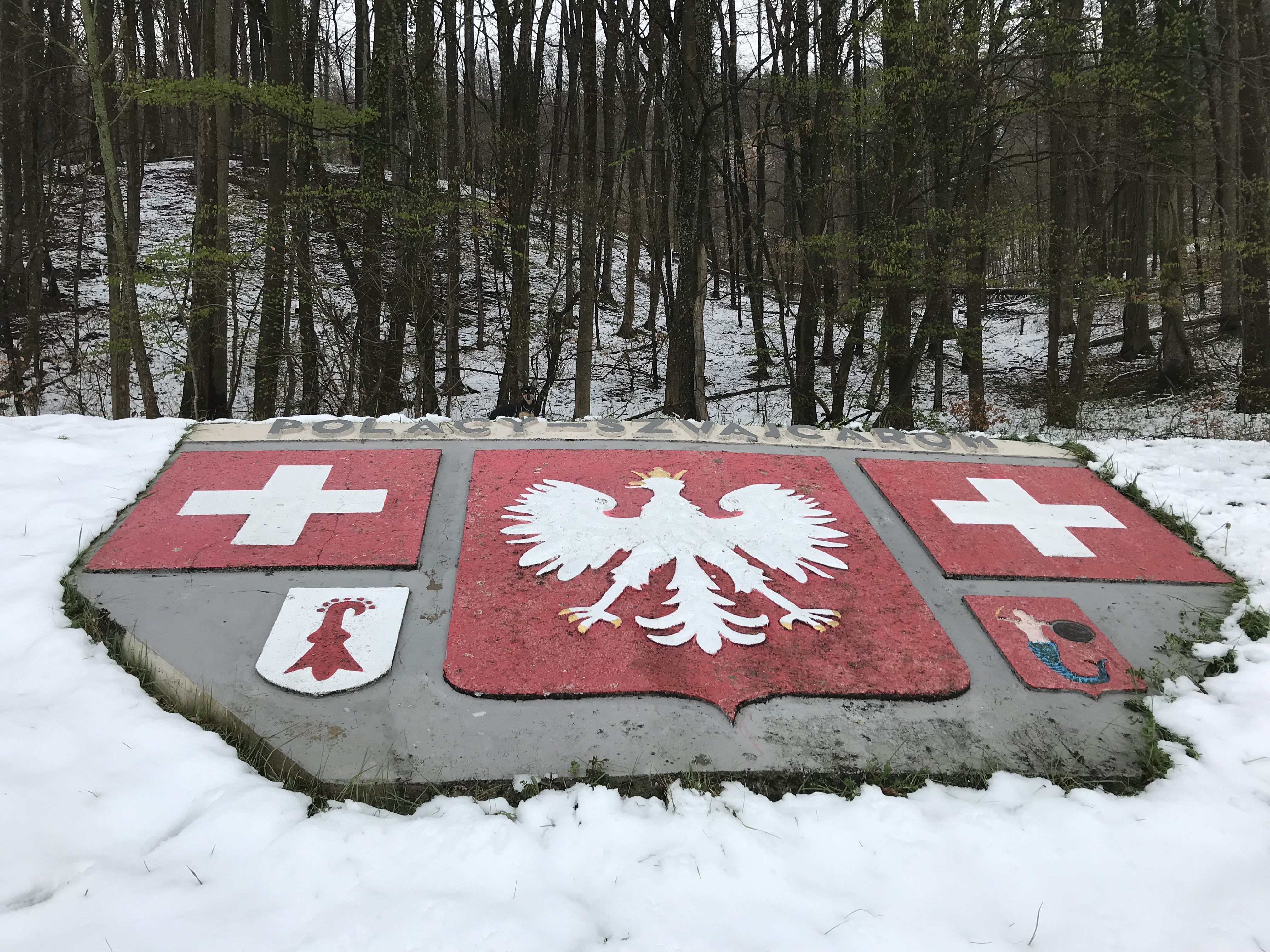
Polendenkmal bei Rickenbach BL

### Kanton Aargau
- die Polenstrasse (Thalheim) bei Thalheim
- am Egelsee
- Polenstrasse in Oeschgen

### Kanton Bern
- Polenweg in Hagneck
- Polenweg in Lyss

### Kanton Glarus
- Die ersten Meliorationsarbeiten in der Linthebene auf Glarner Gebiet erfolgten durch polnische Internierte. Das Polendenkmal in Oberurnen erinnert an den Arbeitseinsatz 1941 in Näfels und Oberurnen[5].

### Kanton Graubünden
- am Hinterrhein, zwischen Domat/Ems und Rothenbrunnen[6]
- bei Passugg zwischen Chur und Churwalden[7]
- im Safiental/Tomülpass[8] und am Saumweg aufs Güner Lückli. Der Tomülpassweg wurde auf Safierseite bis zur Alp Tomül von internierten Polen befestigt und für leichte Motorfahrzeuge befahrbar gemacht. Diese Massnahme diente der rückwärtigen Absicherung des San-Bernardino-Passes via den Übergängen Safierberg und Valserberg zum Rheinwald.[9]
- in Trin, von der Alp Mora ins Bargistal.
- von Ilanz nach Tavanasa auf der rechten Seite des Vorderrheins

### Kanton Nidwalden
- Polenweg in Büren
- Polenstrasse in Ennetmoos[10]

### Kanton Obwalden
Im Herbst 1941 wurden polnische Internierte aus dem Abschnitt Frauenfeld nach Obwalden versetzt. Es kamen Italiener dazu und 1945 kurz vor Kriegsende auch Russen. Im Spätherbst 1943 beherbergte der Kanton 1150 Polen und 1900 Italiener. Die Polen errichteten in Giswil die Polenkapelle. Internierte Polen arbeiteten in Ob- und Nidwalden 370'000 Tage im Strassenbau, was schweizweit nach Graubünden die zweitgrösste Einsatzleistung bedeutete. Es wurden folgende Projekte realisiert:
- Polenstrasse in Sachseln, von Sarnen (Riedli, Flüelistrasse) nach Flüeli-Ranft (Allmend): 662660 / 192609
- Polenstrasse von Alpnach, Eichibrücke über das kleine Allmendli und durch den Kernwald (Gemeinde Kerns) nach Ennetmoos bzw. zur Festung Mueterschwanderberg: 664923 / 199363
- Polenweg ab der Alp Wängen (Gemeinde Alpnach) in Richtung Westen über Rickmettlen bis zur Steinstössi, mit kleiner Erinnerungstafel, auch als Tremola von Alpnach bekannt: 655919 / 201634
- Im Rahmen der Nachschubbasis Giswil ab Herbst 1941: Glaubenbielenstrasse, Weg zum Sattelpass, Höhenkarrweg Glaubenbielen–Sattelpass–Glaubenberg, das Anfangsstück der neuen Kleinteiler Bergstrasse vom Riedacher bis Mettlen und die Kilchwegstrasse im Grossteil (Giswil).
- sowie: linksufrige Sarnerseestrasse Wilerbad – Forst – Oberwilen, Glaubenbergstrasse, Verbreiterung der Strasse zwischen Kerns und Flüeli-Ranft über die Hohe Brücke und die Etschistrasse nach Siebeneich

### Kanton Schwyz
- zwischen Egg und Sattelegg
- Polenweg von Oberarth via Engelrüti, Boliwald, Stock, Alpetli nach Seebodenalp, nördlich der Rigi-Kulm[12]

### Kanton Solothurn
- Polenweglein zwischen Scheltenpassstrasse und Erzberg

### Kanton Tessin
- zwischen Arcegno und Golino (Intragna)

### Kanton Thurgau
- Bei Bichelsee von Tänikon auf den Burstel[13]

### Kanton Wallis
- Polenstrasse in Glis

### Kanton Zürich
Zur Geschichte des Polenwegs auf der Alp Scheidegg im Zürcher Oberland findet sich in der Zeitschrift Zeitlupe im Jahr 1975 folgender Hinweis: «Mitten im zweiten Weltkrieg tauchte der Wunsch nach einem Weg durch den Wald von der Oberegg nach der Scheidegg auf, damit Wanderer und Skifahrer überhaupt durchkämen. Mit einem Kredit von 800 Franken und einem Aufgebot von dreissig Polen, die in der Schweiz interniert waren, ging man mit Schaufel und Pickeln ans Werk und baute in vierzehn Tagen den ‹Polenweg›. Erst als alles fertig war, erfuhr der Oberförster von diesem neugebauten Weg, den er kaum bewilligt hätte. Da dieser aber der Öffentlichkeit zugutekam, gaben auch die Kantonsbehörden schliesslich die nachträgliche Bewilligung. Über dieses Husarenstücklein freut sich Noldi heute noch!» 
- auf dem Uetliberg von der SZU-Haltestelle Ringlikon bis zur Arthur-Rohn-Strasse[15]
- auf der Alp Scheidegg
- Polenweg in Kloten
- Polenstrasse in Glattfelden